# Cruz Roja Chilena

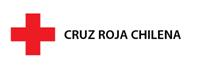

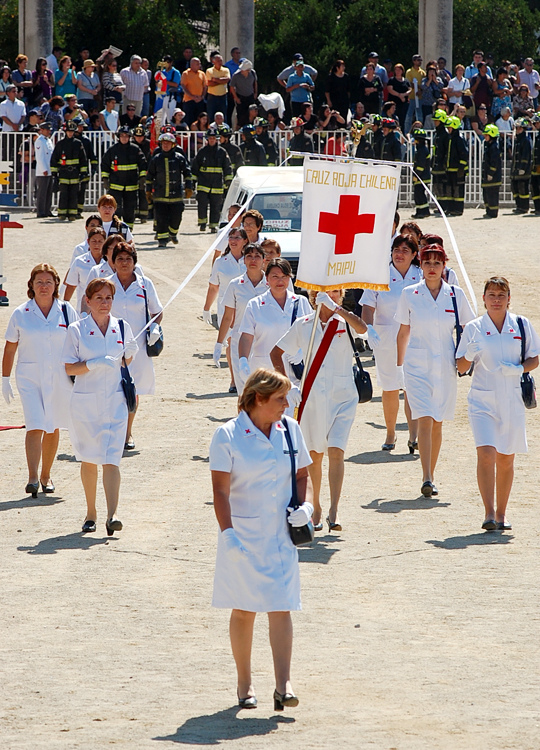
Voluntarias de la Cruz Roja Chilena desfilando en Maipú (2012).

La Cruz Roja Chilena es una institución humanitaria y voluntaria que brinda apoyo en situaciones de emergencia y promueve la salud y el bienestar de la sociedad. Fundada en 1903, Punta Arenas, se compromete a prestar asistencia humanitaria basada en los principios del Movimiento Internacional de la Cruz Roja y de la Media Luna Roja.

## Historia de la Cruz Roja

### Antecedentes
Aun cuando la fundación oficial de la Cruz Roja en Chile fue el 18 de diciembre de 1903, su origen se remonta a la guerra del Pacífico, cuando en abril de 1879, el encargado de negocios de Bélgica en Chile, Eduardo Save, propuso al Gobierno presidido por don Aníbal Pinto la adhesión el país al acuerdo del Primer Convenio de Ginebra, lo que es aceptado de inmediato por parte del gobierno de la época.
Es en este contexto que por el Decreto Supremo de 15 de noviembre de 1879 se permitió que las ambulancias, los hospitales militares y los lazaretos pudiesen funcionar amparados bajo el emblema de la Cruz Roja. También usaban distintivos de Cruz Roja en la gorra y en un brazalete blanco colocado en el brazo izquierdo los médicos y personal sanitario, quienes debían ir desarmados y  acompañarían a los soldados combatientes. 
Luego de 5 años de guerra, los cuerpos de mujeres llamadas Cruz Roja de Señoras que servían a los heridos en el campo de batalla, son disueltos producto del aparente fin de su labor humanitaria, sentando el precedente para la posterior fundación definitiva de la Cruz Roja Chilena.
Francisco Oñate, un hombre de origen italiano, fue una figura clave en la fundación de la Cruz Roja en Concepción, Chile, a fines del siglo XIX. Oñate, nacido en Italia y radicado en Chile, llegó a ser conocido por su dedicación a la atención humanitaria en tiempos de conflicto y desastre. Influenciado por los ideales de la Cruz Roja Internacional, que promovía la ayuda imparcial y voluntaria a las víctimas de guerra y calamidades, Oñate asumió la iniciativa de crear una filial de esta organi
En 1879, durante la guerra del Pacífico, el contexto bélico y la necesidad urgente de asistencia médica y socorro a los heridos impulsaron a Oñate a organizar una respuesta local. En colaboración con otros ciudadanos y autoridades, fundó la Cruz Roja de Concepción, brindando atención sanitaria a los soldados heridos y a los civiles afectados por la guerra, tanto en Chile como en las zonas limítrofes.
Su aporte no solo fue significativo en términos de la ayuda médica y logísticamente que proporcionó, sino también en la consolidación de la Cruz Roja en Chile, contribuyendo a la expansión de esta red de socorro humanitario en el país. La obra de Francisco Oñate se mantiene como un ejemplo de compromiso con la solidaridad y la humanidad.

### Cruz Roja Juventud Chile
En junio de 1923, se fundó la Sección Juvenil de Cruz Roja Chilena, inicialmente llamada "Cruz Roja Juvenil", gracias a la iniciativa del Dr. Pedro Lautaro Ferrer. Actualmente, esta sección se conoce como "Cruz Roja Juventud Chile" y sigue siendo un espacio de vital importancia para el desarrollo de niños, niñas y jóvenes. Bajo la dirección de Sebastián Cornejo Álvarez, Cruz Roja Juventud trabaja activamente en la formación de nuevas generaciones comprometidas con el servicio humanitario.
Cruz Roja Juventud Chile está abierta a jóvenes a partir de los 14 años, quienes pueden ingresar al voluntariado para formarse en diversas áreas de acción social y comunitaria. Aunque el rango de edad formal para pertenecer a esta sección es de 14 a 30 años, trabajamos con niños, niñas y adolescentes de todas las edades a través de programas diseñados para responder a las necesidades actuales de la comunidad.
Nuestros programas incluyen educación en primeros auxilios, promoción de la salud, apoyo psicosocial, participación en proyectos de sostenibilidad ambiental, entre otros. Además, Cruz Roja Juventud se enfoca en fortalecer valores como la solidaridad, la empatía y el respeto, preparando a jóvenes para enfrentar los desafíos del presente y futuro con responsabilidad social. Con una visión inclusiva y participativa, buscamos que los jóvenes no solo reciban formación, sino que también lideren cambios positivos en sus entornos.

### Misión
La misión de la Cruz Roja Chilena es ser una institución humanitaria esencialmente voluntaria, que colabora con los poderes públicos en situaciones de carácter humanitario. Comprometida con los acuerdos establecidos en el Taller de Género de la Federación Internacional de la Cruz Roja, llevado a cabo en Buenos Aires en noviembre de 2008, la organización se esfuerza por incorporar el Enfoque de Género en su metodología de trabajo. 
Fundada el 18 de diciembre de 1903, la Cruz Roja Chilena se rige por los Convenios de Ginebra firmados en 1949, los Protocolos Adicionales de 1977 y los Principios Fundamentales del Movimiento Internacional de la Cruz Roja y de la Media Luna Roja, proclamados en la XX Conferencia Internacional de la Cruz Roja en Viena en 1965. Estos marcos normativos guían su labor humanitaria en beneficio de la sociedad chilena y promueven el respeto y la protección de los derechos de las personas en situaciones de vulnerabilidad.

### Fundación y reconocimiento
El 18 de diciembre de 1903, un grupo de chilenos y extranjeros acudió a una reunión organizada por Vittorio Cuccuini en la ciudad de Punta Arenas. En esa reunión, Cuccuini compartió su anhelo de crear una institución dedicada a prestar los primeros auxilios a los enfermos y trasladarlos rápidamente al hospital local. En el Centro Unión Internacional de Obreros, donde tuvo lugar la reunión, los asistentes escucharon atentos la propuesta de Cuccuini con gran entusiasmo. Fue así como nació la Cruz Roja Chilena, redactándose y firmando el compromiso de "cumplir en todo lo que esté a nuestro alcance esta sagrada misión", bajo palabra de hombres honrados.

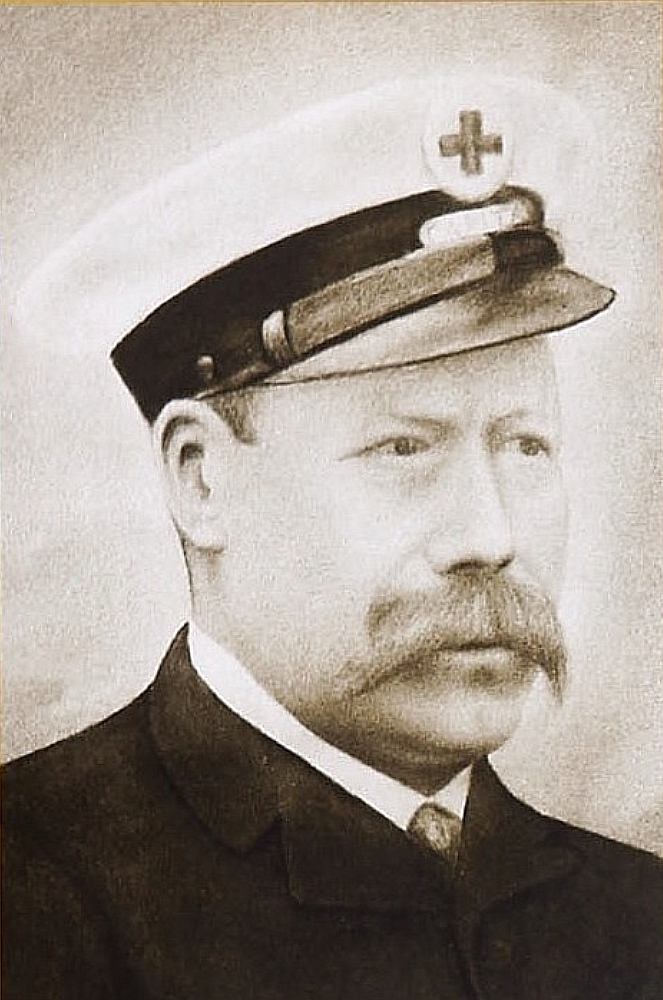
Retrato de don Vittorio Cuccuini fundador de la Cruz Roja Chilena.

Inicialmente, la institución se denominó "Cuerpo de salvavidas y guardia de propiedad", pero más tarde cambió su nombre a "Cuerpo de Asistencia Pública" y posteriormente se le conoció como Cruz Roja de Magallanes.
El 31 de mayo de 1905, el Gobierno del Presidente Germán Riesco aprobó los Estatutos de la organización y le otorgó personalidad jurídica, momento en el que pasó a llamarse "Comité Central de la Cruz Roja de Magallanes".
La Cruz Roja Chilena fue reconocida por el Comité Internacional de la Cruz Roja el 30 de abril de 1909. Desde el 1° de febrero de 1920, es miembro de la Federación Internacional de Sociedades de la Cruz Roja y de la Media Luna Roja, y forma parte del Movimiento Internacional de la Cruz Roja y de la Media Luna Roja.
La institución está constituida de conformidad con la Ley N.º 3.924 del 17 de abril de 1923 y es reconocida oficialmente por las autoridades en la legislación pertinente como auxiliar de los poderes públicos en situaciones que requieren su cooperación de carácter humanitario, tanto en tiempos de paz como en caso de conflicto armado, de acuerdo a los Convenios de Ginebra de 1949, los protocolos adicionales de 1977 y el 3° Protocolo Adicional de 2005. Su sede central se encuentra en Santiago de Chile, y su ámbito de acción abarca todo el territorio nacional chileno.

### Primeros años y desarrollo de la Sociedad nacional
Los primeros años de la Cruz Roja Chilena, fueron claves para su arraigo dentro de la sociedad y la cultura de la época, donde su primer acto de servicio de gran envergadura se registra en el año 1904, donde una epidemia de viruela azotó a la ciudad de Punta Arenas causando cuantiosas muertes. Ante esto, las autoridades instalaron un dispensario para aislar a los infectados en una playa detrás del cementerio de Punta Arenas. Vittorio Cuccuini alentaba con su ejemplo a los demás voluntarios para atender a los enfermos. La noticia de esta actuación llegó a la prensa de la capital, Santiago, donde publicaron la abnegada labor de los voluntarios que permanecieron con los enfermos día y noche atendiendo sus necesidades.
Así como Vittorio Cuccuini fue el fundador de la Cruz Roja en Chile, también es el Primer Mártir de la Institución, donde un 29 de junio de 1906 un llamado de auxilio desde el cuartel lo hace acudir prontamente para trasladar a un enfermo grave al hospital. Bajo una intensa nevazón, Cuccuini y dos enfermeros acuden en el carro ambulancia, Él sentado al lado del cochero, al llegar a la esquina de las calles Atacama y Valdivia, pronuncia dos o tres palabras, pide a sus compañeros que lo sostengan y cae de espaldas.  Fallece de un infarto fulminante a los 44 años.
El ejemplo de la Cruz Roja de Magallanes con el legado de Cuccuini, fue conociéndose en todo el país y su accionar voluntario y desinteresado se manifestó muy claramente cuando con motivo del Terremoto de Valparaíso de 1906, los miembros de la Cruz Roja de Punta Arenas enviaron una delegación de médicos y voluntarios con toda clase de elementos para ayudar en el socorro de las víctimas del movimiento telúrico.
Al iniciar la Primera Guerra Mundial, el Comité Internacional de la Cruz Roja solicitaba y aconsejaba que cada país organizara su propia Sociedad Nacional, como lo establecía la Convención de Ginebra para acudir en ayuda de los pueblos en caso de conflictos armados y poder también cumplir con su compromiso de asistir a quienes viviesen una guerra o grandes calamidades públicas.
Ante este llamado, se forma en primera instancia en Santiago la Cruz Roja de Mujeres de C                                                                                                                                                                                                                                                                                                                                                                                                                                           hile, cuyo principal fin sería el de capacitar mujeres para atender a heridos en catástrofes, guerras y en el hogar.

## Organización
La estructura organizativa de la Cruz Roja Chilena se compone de distintas estructuras territoriales, de gobierno y de gestión, con el objetivo de facilitar la organización y desarrollo de su misión humanitaria. A continuación se detalla esta estructura:

### Estructura Territorial
- Sede Central: Ubicada en la capital, alberga los órganos de gobierno y de gestión a nivel nacional.
- Sedes Regionales: Integradas por los Comités Regionales de la Cruz Roja Chilena.
- Sedes Locales Operativas: Integradas por las Filiales de la Cruz Roja Chilena.

### Órganos de Gobierno y de Gestión

#### Órganos de Gobierno Nacional de la Cruz Roja Chilena
- Presidente Nacional
- 1.er Vicepresidente Nacional
- 2.º Vicepresidente Nacional
- Secretario Nacional
- Tesorero Nacional
- Comité Central de la Cruz Roja Chilena.
- Junta de Gobierno Nacional de la Cruz Roja Chilena.
- Asamblea Nacional de la Cruz Roja Chilena.

#### Direcciones de la Cruz Roja Chilena
- Director Ejecutivo
- Dirección Nacional de Finanzas
- Dirección Nacional de Gestión del Riesgo (Ex Dirección de Socorros)
- Dirección Nacional de Salud
- Dirección Nacional de Comunicaciones
- Dirección Nacional de Juventud
- Dirección Nacional de Bienestar Social
- Dirección Nacional de Desarrollo

#### Órganos de Gobierno Regional de la Cruz Roja Chilena
- Comités Regionales de la Cruz Roja Chilena.

- Juntas de Gobierno Regionales de la Cruz Roja Chilena.
- Asambleas Regionales de la Cruz Roja Chilena.

#### Órganos de Gobierno Local de la Cruz Roja Chilena
- Filiales.

#### Órganos de Gestión Nacional
- Dirección Ejecutiva.
- Direcciones Nacionales.
- Subdirecciones Nacionales.
- Coordinaciones de Programas Nacionales.

#### Órganos de Gestión Regional
- Direcciones Regionales.

#### Órganos de Gestión Local
- Direcciones de Filial.

Actualmente la CRCh posee 11 comités regionales, y 148 Filiales a lo largo del territorio nacional, pudiendo así, realizar su labor humanitaria donde sea necesario dentro del país.
Las labores de la Cruz Roja Chilena poseen 3 áreas principales:
- Respuesta en caso de desastres: evitar peligros inmediatos y estabilizar el estado físico y emocional de los supervivientes. Al mismo tiempo se trabaja en el restablecimiento de los servicios esenciales, como el abastecimiento de agua y el suministro de electricidad. Las actividades se dividen en una fase de búsqueda y rescate inmediatamente después del desastre, seguida de una fase a medio plazo dedicada a estabilizar el estado físico y emocional de los supervivientes.
- Preparación para desastres: Aplicar medidas para reducir los efectos de la tragedia. Es decir, prever y –en la medida de lo posible– evitar los desastres, mitigar sus efectos en las poblaciones vulnerables, y responder a las consecuencias y afrontarlas eficazmente; así como reducir la duplicación de esfuerzos e incrementar la eficacia global de la preparación y las acciones de respuesta de las comunidades. Las actividades de preparación para desastres integradas en las medidas de reducción del riesgo pueden contribuir a prevenir casos de desastre y a salvar el mayor número posible de vidas y medios de subsistencia durante un desastre, y así permitir a la población afectada retomar una vida normal en un período de tiempo breve.
- Salud pública: Crear condiciones que permitan a las comunidades velar por el bienestar de sus miembros. Asimismo, la institución pone a disposición de la población los conocimientos y medios de los que dispone para facilitar y apoyar los procesos que reducen la vulnerabilidad de algunas comunidades. De igual manera, servir de asistente de la red asistencial nacional para la atención primaria en grandes desastres que impidan el funcionamiento normal de los equipos de salud.

### Voluntariado
El voluntariado de la Cruz Roja Chilena es la columna vertebral de esta. La organización se basa en un voluntariado diverso y comprometido que contribuye al desarrollo asociativo y al fortalecimiento institucional. 
La Cruz Roja Chilena acoge a distintas categorías de voluntariado, reconocidas e inscritas en sus registros. Estas categorías incluyen:
- Voluntarias y Voluntarios Activos: Son personas servicio continuado en cualquier actividad de la Cruz Roja. Su participación habitual, basada en los principios de la organización, promueve el desarrollo de la comunidad. Tienen derecho a voz y voto en las asambleas y reuniones correspondientes.
- Voluntarias y Voluntarios de Llamada: Son personas capacitadas para ser voluntarias o voluntarios en situaciones específicas cuando la necesidad lo amerita. Cumplen con los requisitos mínimos de asistencia a los llamados realizados por el directorio y también tienen derecho a voz y voto.
- Voluntarias y Voluntarios Honorarios: Son personas a quienes el Comité Central otorga esta distinción en reconocimiento a sus destacados y meritorios servicios prestados a la institución.
- Voluntarias y Voluntarios Fundadores: Son personas que firman el acta de fundación de una filial de la Cruz Roja Chilena.
- Voluntarias y Voluntarios Cooperadores: Contribuyen al desarrollo de la institución y participan en actividades específicas de acuerdo con sus capacidades y habilidades.

La Cruz Roja Chilena valora la diversidad y promueve la participación de todas las personas, sin distinción de raza, sexo, creencia religiosa, lengua, clase u opinión política. 
La capacitación necesaria a los voluntarios y voluntarias consta de cursos en Primeros Auxilios, Ética y Doctrina Institucional que aprobados, otorgan una certificación al voluntario.

## Himno de la Cruz Roja Chilena
La Cruz Roja va en mi pecho,

Como símbolo de fe                                                      

y no importa el sufrimiento

que me imponga mi deber.

                         

En mi alma de cruzado

voy forjando un ideal

y mi frente se ilumina

de un fulgor de humanidad.

 

Soy Cruz Roja, formo parte

de esta innúmera legión

que por todos los países 

va bordando una canción.

 

La canción que habla de lucha,

sacrificio y devoción

de observar una promesa,

de cumplir lo que juro.

 

Soy Cruz Roja, formo parte

de esa innúmera legión

que por todos los países 

va bordando una canción.